# Euscelus spiralis
Euscelus spiralis là một loài bọ cánh cứng trong họ Attelabidae. Loài này được Papp miêu tả khoa học năm 1951.